# ريفرسايد أولمبيك
ريفرسايد أولمبيك هو نادي كرة قدم أسترالي تم إنشاؤه في سنة 1968 الميلادية